# کرم میوه
کِرِم میوه (انگلیسی: fruit curd) یک نوع دسر است که بیشتر از میوه مرکباتی، نظیر لیموترش، لیموی شیراز، پرتقال یا نارنگی تهیه می‌شود. پایه این نوع دسر را زرده تخم مرغ زرده شده، شکر، آبمیوه و خلال تشکیل می‌دهد که با یکدیگر بر روی حرارت ملایم قرار گرفته تا غلیظ شده و به آرامی پخته شود.

## نگارخانه

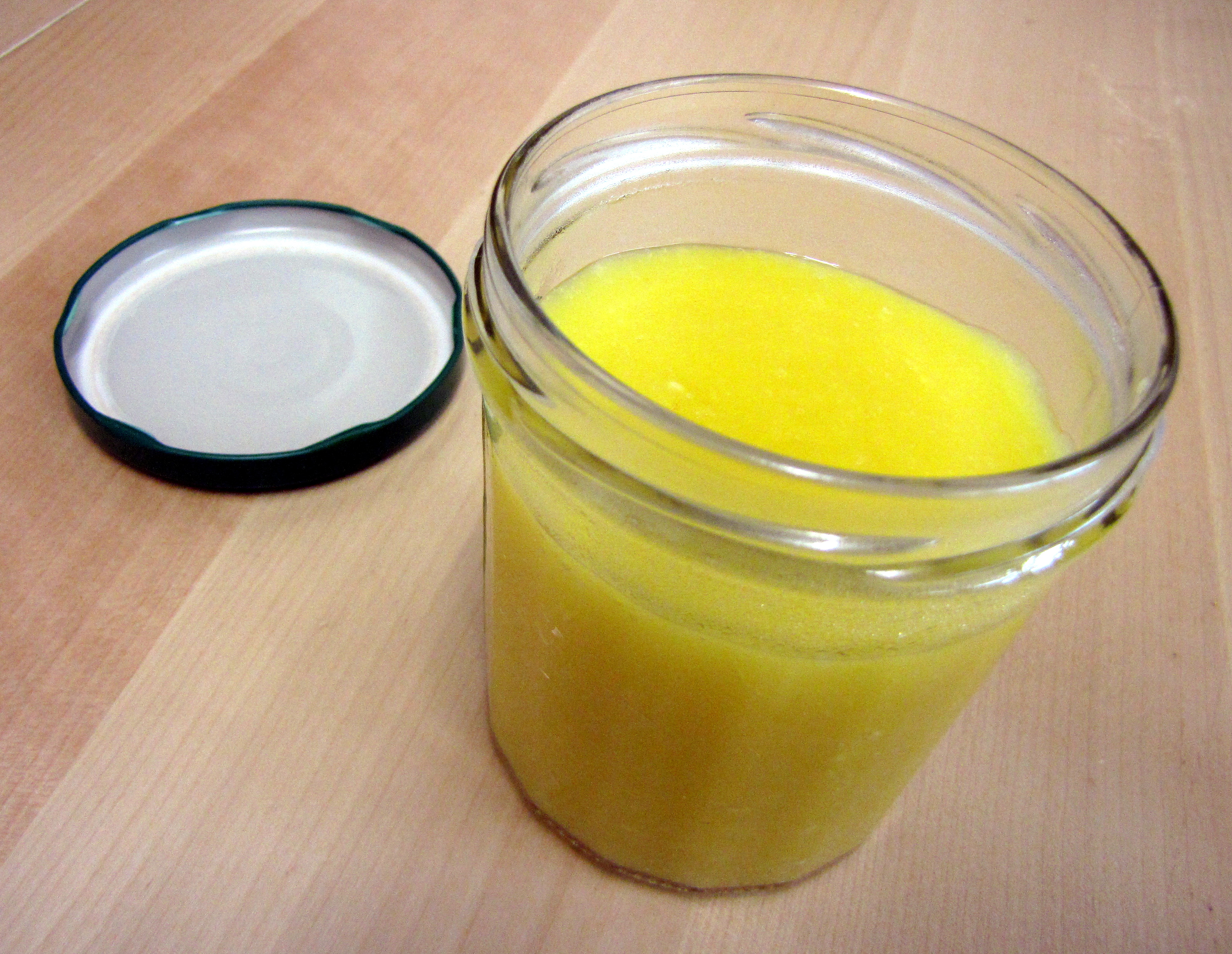
کرم لیمو
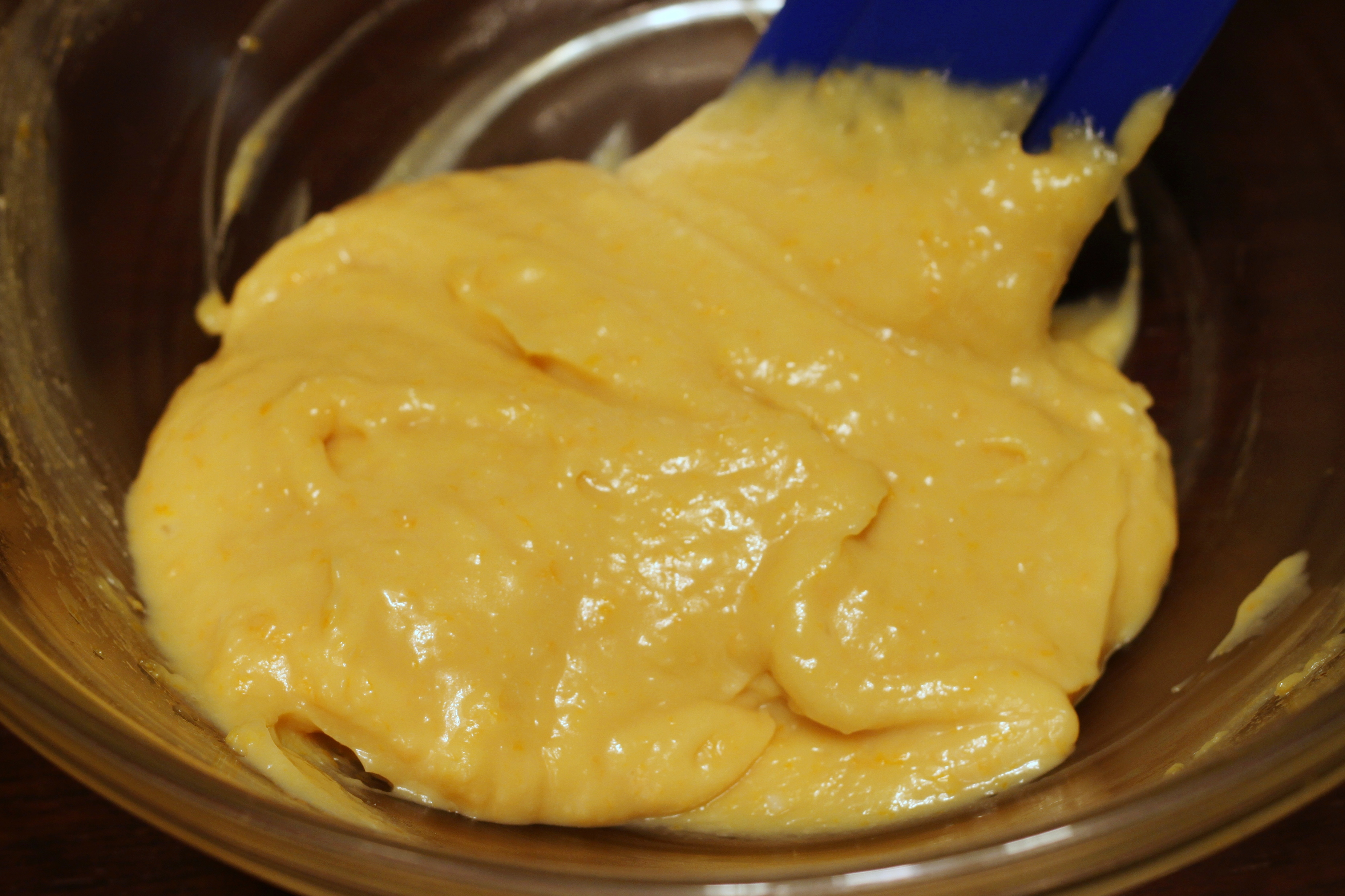
کرم پرتقال